# جو رايس
جو رايس (بالإنجليزية: Joe Rice)‏ هو سياسي أمريكي، ولد في 7 مايو 1967 في نيو كاسل في الولايات المتحدة. انتخب عضو مجلس نواب كولورادو.